# جون ثورنتون (سياسي كندي)
جون ثورنتون هو سياسي كندي، ولد في 3 أبريل 1823 في ديربي في الولايات المتحدة، وتوفي في 17 فبراير 1888 في كوتيكوك في كندا. حزبياً، نشط في Conservative Party of Quebec (historical) ‏. وقد انتخب عضو الجمعية الوطنية في كيبك ‏.